# Castell d'Aitona
Castell d'Aitona és un castell del municipi d'Aitona (Segrià) declarat bé cultural d'interès nacional. D'origen musulmà pertanyia al senyoriu sarraí de Lleida. La documentació cita com l'any 1120 l'alcaid ibn Hilal de Lleida va cedir-lo al comte Ramon Berenguer III. A la campanya militar que va tenir lloc entre 1145 i 1149 i que va culminar amb la conquesta de Lleida i Fraga, es va incorporar definitivament a la jurisdicció dels cristians. Fou lloc estratègic important en el decurs de la guerra dels Segadors, quan encara conservava part del seu circuit defensiu.

## Descripció
En un turó que domina la vila d'Aitona hi ha les restes del que fou el castell-residència dels Montcada, marquesos d'Aitona. Del que es conserva es pot veure una estructura quadrangular amb torres circulars a les cantonades. Les torres més properes al riu són les millor conservades. Aquestes estructures semblen del final de l'Edat Mitjana o ja d'època moderna però probablement amaguen estructures anteriors.
El conjunt està format per dos recintes, el Sobirà i el Jussà. Les restes visibles del recinte Sobirà són dues torres cilíndriques un pany de muralla que les uneix. És de planta triangular i està voltat per un llenç de muralla unit per les torres situades en cadascun dels vèrtexs. Dels tres costats el que millor es conserva és el mur de tancament nord.
Pel que fa al recinte Jussà, conserva part de les muralles i una torre. la seva situació és a l'est del recinte Sobirà i incloïa al seu interior l'edifici principal del castell, l'església i una necròpolis.

## Història
El 1120, en una concòrdia entre Ramon Berenguer III i el valí de Lleida, apareix esmentat el castell àrab d'Aitona, que fou conquerit pel comte de Barcelona entre 1145-49; aleshores s'hi degué aixecar una fortificació cristiana, no sabem si aprofitant el mateix edifici musulmà o construint-ne un de nou en el mateix o diferent lloc. El 1212, amb motiu del matrimoni de Constança d'Aragó i Guillem Ramon de Montcada, aquella fou dotada per Pere I amb la possessió de la baronia d'Aitona, el centre de la qual era el castell del mateix nom. Des de llavors, entrà a formar part dels senyorius dels Montcada, de la branca dels barons d'Aitona, i a partir de 1485, de la branca dels barons de Xiva. Aquests van establir aquí el seu palau-residència, fins que Ramon de Montcada, a la primeria del segle xvi, anà a residir al palau de Seròs, amb la qual cosa sembla que el palau d'Aitona perdé el caràcter de residència baronial.
Finalment, l'any 1722, els ducs de Medinaceli, a causa d'una aliança matrimonial, esdevingueren senyors de la baronia fins al 1835. La comparança entre l'actual estat de l'estructura i la importància que li atorguen les notícies documentals, fan pensar en un perllongat procés d'oblit i abandonament, explicable potser a partir del canvi de residència dels Montcada en favor del castell de Seròs, de la mateixa baronia, en el XVI, i posteriorment pel caràcter absentista del domini senyorial dels Medinaceli.
En el segle xviii es dugué a terme un desmuntatge de les estructures internes de l'edifici, desmuntatge que afectà l'edifici de manera massiva. L'aprofitament de la pedra per a la construcció de l'església de Sant Antolí portà a desmuntar el castell fins al nivell de la roca en la part habitacional del recinte i l'església, de la que no en queda cap resta visible. L'estat de conservació de l'edifici després d'haver patit forts espolis i la desconstrucció no permet determinar el seu moment de construcció.